# Partido Democrático (Brasil)
Partido Democrático foi um partido político brasileiro, mas de caráter estadual, fundado por dissidentes do Partido Republicano Paulista (PRP) em 24 de fevereiro de 1926, durante a República Velha, tendo sido seu manifesto assinado por 599 signatários.
Em maio de 1926, o Partido da Mocidade (dissidentes da Ala Jovem, que haviam organizado essa legenda para as eleições federais de 1925), também dissidente do perrepismo, se incorporou ao Partido Democrático. Seus nomes mais importantes foram Waldemar Ferreira, José Adriano Marrey Junior, Francisco Morato, Paulo Moraes Barros, Bento de Abreu Sampaio Vidal, Paulo Duarte, Paulo Nogueira Filho, eram em sua maioria profissionais liberais e jovens filhos de fazendeiros de café, ou egressos de famílias tradicionais. Poucos membros eram industriais.
Nos primeiros 3 meses de organização da legenda, o partido dispunha de cerca de 20 mil membros; no final de 1926, era possível computar 50 mil. Em maio de 1927, o partido tinha 17 diretórios em São Paulo e 70 no interior, número elevado para 180  em fins de 1927. Em julho de 1927 foi criado o Diário Nacional jornal oficial do partido, com tiragem de 35000 exemplares, em dezembro, e 70000 em agosto de 1928.

## Evolução e Crescimento
Nas eleições de 1928, o PD conquistou algumas cadeiras na Assembleia paulista e na Câmara Federal. Para a prefeitura de São Paulo, o Partido lançou o ex-perrepista José Adriano Marrey Júnior, que obteve 8534 votos contra 25692 para José Pires do Rio, do PRP oficialista.
Nas eleições presidenciais de 1 de março de 1930, nas quais Getúlio Vargas é apresentado como candidato a presidente e o paraibano João Pessoa como vice, na chamada "Aliança Liberal", que conta com o apoio dos Democratas paulistas. Outra grande derrota do Partido Democrático, que só consegue 10% dos votos paulistas para Getúlio Vargas.
As oligarquias mineiras em busca de apoio político após a ruptura da política do "café-com-leite", envolveram-se em alianças entre oligarquias que eram opostas à situação política. Dentre essas oligarquias que apoiaram Minas Gerais, pode-se destacar os estados do Rio Grande do Sul e Paraíba e com alguns grupos de oposição de outros estados, inclusive o Partido Democrático, que teve participação ativa na "Aliança Liberal".

## Reaproximação com o PRP e o fim do partido
Após a Revolução de 1930, e o desencanto com Vargas, o PD aproximou-se do Partido Republicano Paulista (PRP), e constitui uma "Frente Única Por São Paulo Unido", que atuou na campanha pela Constituinte, e se envolveu com a Revolução Constitucionalista de 1932, tendo sido vários dirigentes exilados ou presos.
Em 1933, a agremiação se reorganizou, e apresentou Chapa conjunta com o Partido Republicano Paulista e a LEC - Liga Eleitoral Católica, Associação Comercial de São Paulo e a Federação dos Voluntários às eleições de 3 de maio de 1933, para a Assembleia Nacional Constituinte, denominada "Chapa Única por São Paulo Unido", que elegeu 17 dos 22 deputados, com 80% dos votos. O Partido da Lavoura e o Partido Socialista Brasileiro elegeram os 5 restantes.
O PD elegeu alguns representantes, sobressaindo-se o deputado Cardoso de Melo Neto nos trabalhos constituintes. Durante a Constituinte, a facção Ação Nacional do velho PRP, mais o Partido Democrático, e a grande maioria da Chapa Única se fundiram em uma só sigla: o Partido Constitucionalista. Em janeiro de 1934, o IX Congresso do PD aprovou a fusão e o fim do partido.

## Galeria
- Relatórios de 1928 das eleições dos Diretórios do Partido Democrático
- Mapa de controle do eleitorado do Partido Democrático nos distritos da São Paulo